# 10966 van der Hucht
10966 van der Hucht este un asteroid din centura principală de asteroizi.

## Descriere
10966 van der Hucht este un asteroid din centura principală de asteroizi. A fost descoperit pe 26 martie 1971 la Observatorul Palomar de Cornelis Johannes van Houten, Ingrid van Houten-Groeneveld și Tom Gehrels. Asteroidul prezintă o orbită caracterizată de o semiaxă mare de 3,13 ua, o excentricitate de 0,10 și o înclinație de 1,4° în raport cu ecliptica.